# 巨摩高校前駅
巨摩高校前駅（こまこうこうまええき）は、山梨県中巨摩郡櫛形町（現・南アルプス市）小笠原にあった山梨交通電車線の駅である。

## 概要
桃園駅から南に下り、少し南東寄りに曲がったところにあった駅で、1面1線の棒線駅であった。駅名にもなっている「巨摩高校」は県立巨摩高校で、駅から見て北東に位置している。
当初の駅名は「小笠原新田」と称した。この駅名は1950年（昭和25年）に運輸省に提出された駅一覧にも改称されないままに残っている一方、1953年（昭和28年）に甲府市内のルート変更を行った際に提出された路線図では改称されているので、この間の改称と思われるがつまびらかではない。
ここから先、線路は南西方面にじりじりと向きを変え、橋梁で滝沢川を渡って櫛形町の中心部へ入って行った。

## 歴史
- 1930年（昭和5年）5月1日：小笠原新田駅として開業。
- 1950年 - 1953年（昭和25 - 28年）：この間に巨摩高校前駅に改称。
- 1962年（昭和37年）7月1日：路線廃止により廃駅。

## 廃線後の状況
専用軌道の跡地である「廃軌道」上、県立巨摩高校の南側を通る東西の道と交わる南側、明穂変電所の近くにあった。桃園駅と同じように道がやや変形しているほか、駅の北西に建っていた鉄塔が現在も使用されているなど、細かいところで当時の面影が残っている。
滝沢川橋梁はそのまま再利用されることはなく、新たに道路橋として架け替えられ、現在は「桜橋」という名になっている。

## 隣の駅
山梨交通
電車線
桃園駅 - 巨摩高校前駅 - 小笠原駅